# 崔秉哲
崔秉哲（韓語：최병철，1981年10月24日—），韩国男子击剑运动员。他在2012年夏季奥林匹克运动会中，参加了男子花剑比赛并获得铜牌。他也是2010年亚洲运动会男子个人花剑金牌得主。